# Dichtbundel
Een dichtbundel is een verzameling gedichten die als een boek zijn uitgegeven.
Het wordt bundel genoemd omdat de gedichten zelfstandige werken zijn die los van elkaar kunnen worden gelezen — bundel betekent dus verzameling.
Hoewel de gedichten afzonderlijke kunstwerkjes zijn, probeert de samensteller (de dichter, vaak geholpen door een redacteur) gedichten die thematisch bij elkaar horen ook bij elkaar te zetten. Een groep van zo bij elkaar horende gedichten wordt wel een afdeling genoemd. Een afdeling heeft vaak een eigen titel.

## Voorbeeld
Dichter: Pierre Kemp
- bundel: "Vijf families en één poeder blauw" (1958)
de bundel heeft geen motto
  - 1e afdeling: "Famille jaune"
alle gedichten hebben als thema de kleur geel
de gedichten zijn alfabetisch gerangschikt op titel
de afdeling heeft twee motto's
  - 2e afdeling: "Famille noire"
thema: zwart

enzovoort